# Deutschliberale Partei (Österreich)
Die Deutschliberale Partei, auch Verfassungspartei oder Deutschliberale Verfassungspartei genannt, war eine liberale bzw. nationalliberale Partei des deutschsprachigen Bürgertums in der Donaumonarchie der 1860er- und 1870er-Jahre. Ihre herausragenden Persönlichkeiten waren an der Revolution von 1848 beteiligt oder durch diese geprägt. Die Bezeichnung „Verfassungspartei“ bezieht sich – in der Zeit des Februarpatents 1861 – auf die Forderung nach einer echten Verfassung und später auf die Befürwortung der Dezemberverfassung von 1867. Die Deutschliberalen waren von 1867 bis 1870 maßgeblich an den konstitutionell-liberalen Regierungen unter Karl von Auersperg, Eduard Taaffe, Ignaz von Plener und Leopold Hasner von Artha beteiligt, dem sogenannten Bürgerministerium. Die Partei ging 1881 in der „Vereinigten Linken“ auf.

## Hintergrund
Die Politik der Deutschliberalen war geprägt durch eine Gegnerschaft zum katholischen Klerus (Kulturkampf) und durch ihre Forderung, die deutschsprachige Bevölkerung als Teil der deutschen Nation in einen deutschen Staat zusammenzufassen (Großdeutsche Lösung), begründet durch einen Konflikt mit den Slawen, der besonders durch Streitigkeiten um den Besitzstand geprägt war. Den größten Zuspruch erhielten die Deutschliberalen von der städtischen Intelligenz, die ein Übergewicht der slawischen Völker in der Monarchie befürchtete.
Die Deutschliberale Partei war keine politische Partei im modernen Sinne, sondern umfasste ein Spektrum von einzelnen Politikern mit ähnlichen Ansichten, die sich aber wiederholt in Untergruppen spalteten und zeitweise wieder zusammenschlossen. Bereits kurz nach Beginn der konstitutionellen Ära durch das Februarpatent 1861 und der ersten (indirekten) Wahl zum Abgeordnetenhaus des Reichsrates zerfiel das rund 130 Abgeordnete umfassende deutschliberale Lager in drei Gruppen, die unterschiedliche Vorstellungen vom künftigen Staatsaufbau hatten. Die Großösterreichische Partei (mit Carl Giskra als Obmann, außerdem u. a. Eugen Megerle von Mühlfeld und Anton von Doblhoff-Dier), die Unionisten (um Eduard Herbst, Josef von Waser und Adolf von Tschabuschnigg) sowie die deutschen Autonomisten (angeführt von Karl Wiser sowie Moriz Blagatinschegg von Kaiserfeld). Im Jahr 1863 schlossen sich ein Teil der Großösterreicher und der Unionisten zum Klub der Linken zusammen, während der Rest der Großösterreicher mit der Mehrheit der Unionisten das regierungsfreundliche Linke Zentrum bildete. Auch nach der Reichsratswahl 1867 teilten sich die insgesamt 118 deutschliberalen Abgeordneten in mehrere Parlamentsklubs: den vor allem böhmische Abgeordnete umfassende Klub der Liberalen (um Herbst, Gustav Robert Groß und Anton von Banhans), den Klub der Linken (angeführt von Johann Nepomuk Berger) und das Linke Zentrum.
Maßgeblich beteiligt war die Deutschliberale Partei an der Verabschiedung der Dezemberverfassung am 21. Dezember 1867, die mit dem Österreichisch-ungarischen Ausgleich aus dem österreichischen Vielvölkerstaat die „Doppelmonarchie“ Österreich-Ungarn machte. Anschließend stellte die Partei von 1867 bis 1879 die Mehrheit im Abgeordnetenhaus des Reichsrates und dominierte mehrere Regierungen, insbesondere die Bürgerministerien unter Karl von Auersperg, Eduard Taaffe, Ignaz von Plener und Leopold Hasner von Artha (Dezember 1867 bis April 1870). Während dieser Zeit wurden 1868 die Maigesetze beschlossen, die das Verhältnis von Staat und Kirche neu regelten (u. a. Eherecht, Schulwesen und Religionsfreiheit), zwei Jahre später kündigte Österreich das 1855 geschlossene Konkordat mit dem Heiligen Stuhl.
Nach der Reichsratswahl 1870/71 organisierten sich die Deutschliberalen größtenteils im Klub der Liberalen, während der stärker deutschnational gesinnte Flügel der „Jungen“ den Fortschrittsklub gründete. Zudem bildete der Verfassungstreue Großgrundbesitz eine eigene Fraktion, das Linke Zentrum. Nachdem das Abgeordnetenhaus 1873 erstmals direkt von den wahlberechtigten (ausreichend wohlhabenden, männlichen) Bürgern gewählt worden war, umfasste der liberale Klub der Linken unter Führung von Eduard Herbst 88 Abgeordnete, der Fortschrittsklub (mit dem Tiroler Eduard von Grebmer zu Wolfsthurn und später Karl Hoffer als Obmann) 57 und das linke Zentrum des verfassungstreuen Großgrundbesitzes 54 Mandatare. Zudem gab es den kleinen Klub der (Wiener) Demokraten mit 5 Sitzen. Im November 1876 lief jeweils ein Teil des Klub der Linken und des linken Zentrums zum Fortschrittsklub über. Der andauernde Kampf gegen den politischen Katholizismus und die slawischen Nationalitäten der Monarchie führte zusammen mit der Wirtschaftskrise von 1873 zum Niedergang der Deutschliberalen Partei und zum Verlust der Regierungsgewalt. Die Partei wurde in mehrere Teile aufgesplittert, woraus sich in der Folge mehrere deutschfreiheitliche Parteien entwickelten. 
Ab 1879 war die Partei unter Eduard Taaffe nicht mehr an der Regierung beteiligt, die sich stattdessen auf einen „Eisernen Ring“ aus Konservativen, tschechischen und polnischen Autonomisten stützte. Taaffe war eher zu Zugeständnissen gegenüber den slawischen Nationalitäten bereit, deren Ablehnung zum Erstarken der Deutschnationalen Bewegung führte. Die noch verbliebenen Anhänger der Deutschliberalen Partei wurden später „Altliberale“ genannt. Die Verfassungspartei verschmolz 1881 mit dem Fortschrittsklub zur „Vereinigten Linken“, die sich 1885 jedoch wieder in den Deutschösterreichischen und den Deutschen Klub spaltete, nur um 1888 wieder zur Vereinigten Deutschen Linken zu fusionieren.

## Bekannte Mitglieder
- Alfred von Arneth (Verfassungspartei), Direktor des Haus-, Hof- und Staatsarchivs, Präsident der Akademie der Wissenschaften in Wien
- Karl von Auersperg (Verfassungspartei), Ministerpräsident 1867–1868
- Johann Nepomuk Berger (Klub der Linken), Sprechminister 1867–1870
- Rudolf Brestel (Klub der Linken), Finanzminister 1867–1870
- Johann von Chlumecký (fraktionslos, ab 1880 Klub der Liberalen), Ackerbauminister 1871–1875, Handelsminister 1875–1879, Präsident des Abgeordnetenhauses 1893–1895
- Franz Coronini-Cronberg (Klub der Linken, ab 1876 Fortschrittsklub), Präsident des Abgeordnetenhauses 1879–1881, Landeshauptmann von Görz und Gradisca 1870–1877 und 1883–1899
- Christian d’Elvert (Verfassungspartei, ab 1873 Klub der Linken), Bürgermeister von Brünn 1861–1864 und 1870–1876
- Carl Giskra (Großösterreichische Partei, ab 1863 Klub der Linken), Präsident des Abgeordnetenhauses Mai–Dezember 1867, Innenminister 1867–1870
- Eduard von Grebmer zu Wolfsthurn (Fortschrittsklub), Landeshauptmann von Tirol 1869–1871
- Leopold Hasner von Artha (Verfassungspartei), Präsident des Abgeordnetenhauses 1863–1865, Kultus- und Unterrichtsminister 1867–1870, Ministerpräsident Februar–April 1870
- Eduard Herbst (Unionisten, ab 1863 Klub der Linken), langjähriger Parteiführer der Deutschliberalen, Justizminister 1867–1870
- Moriz Blagatinschegg von Kaiserfeld (Deutsche Autonomisten, ab 1867 Klub der Linken), Präsident des Abgeordnetenhauses 1868–1870, Landeshauptmann von Steiermark 1870–1884
- Ignaz von Plener (fraktionslos, ab 1867 Klub der Linken, ab 1870 fraktionslos), Finanzminister 1860–1865; Handelsminister 1867–1870, Ministerpräsident Jänner–Februar 1870
- Karl Rechbauer (Deutsche Autonomisten, ab 1864 Liberale Linke, ab 1867 Klub der Linken), Präsident des Abgeordnetenhauses 1873–1879
- Karl von Stremayr (Klub der Linken, ab 1873 fraktionslos), Kultus- und Unterrichtsminister 1870–1880, Ministerpräsident Februar–August 1879
- Eduard Taaffe (Verfassungstreuer Großgrundbesitz), Ministerpräsident 1868–1870 und 1873–1893
- Constantin Tomaszczuk (Verfassungspartei, ab 1873 Klub der Linken), Rechtsprofessor und Gründungsrektor der Universität Czernowitz